# هرمونی وانک
هرمونی وانک (ارمنی: եկեղեցի؛ انگلیسی: Hermoni Vank؛ Ահերմոնի վանք, Կնեվանք) یک صومعه متعلق به کلیسای حواری ارمنی واقع در شهر یغگیس، استان وایوتس‌جور ارمنستان می‌باشد. ساخت و ساز این ساختمان در سده ۱۰ام میلادی؛ به پایان رسید. این بنا به سبک معماری ارمنی طراحی شده است.

## نگارخانه

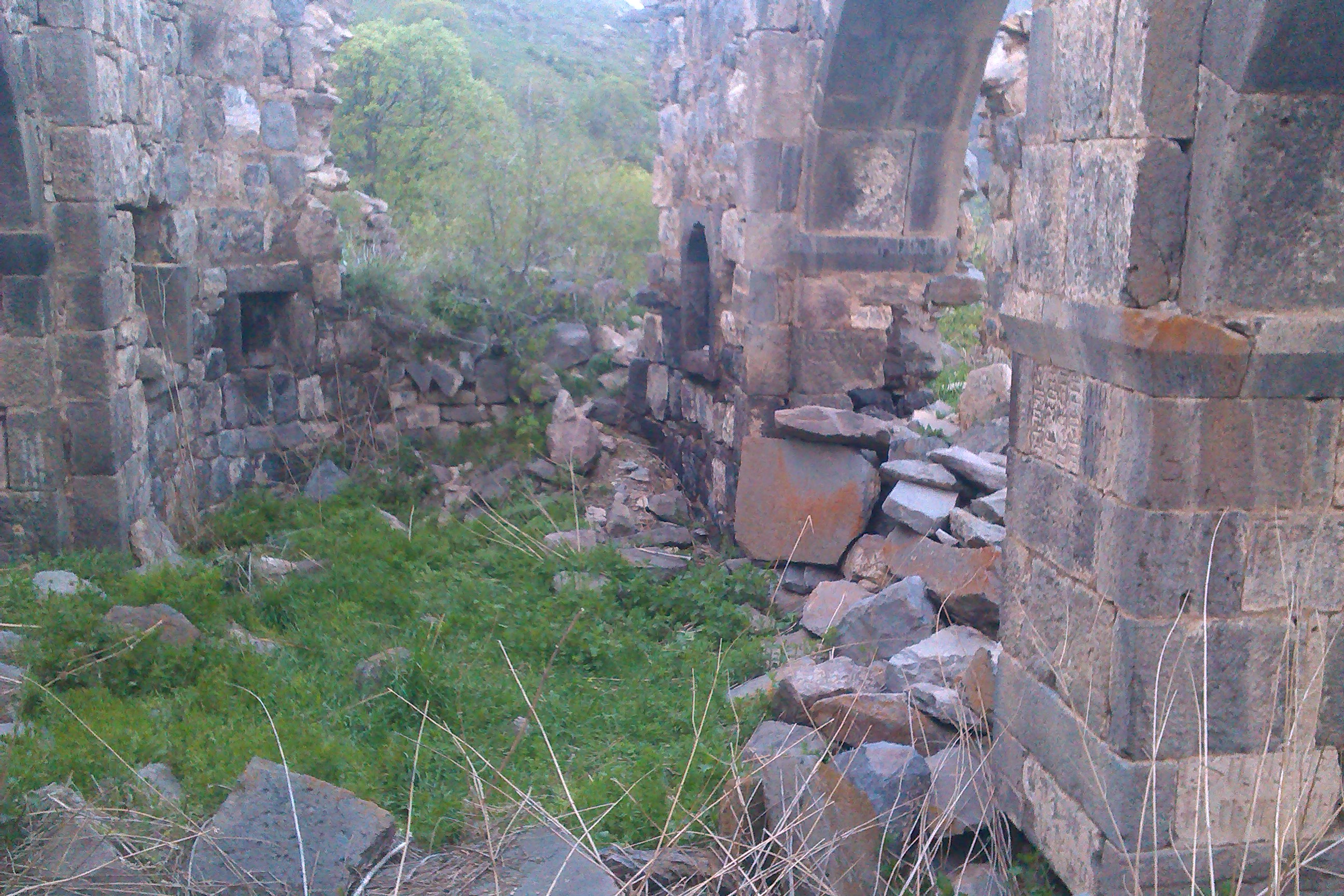
هرمونی وانک. جناح راست کلیسای سه شبستانی
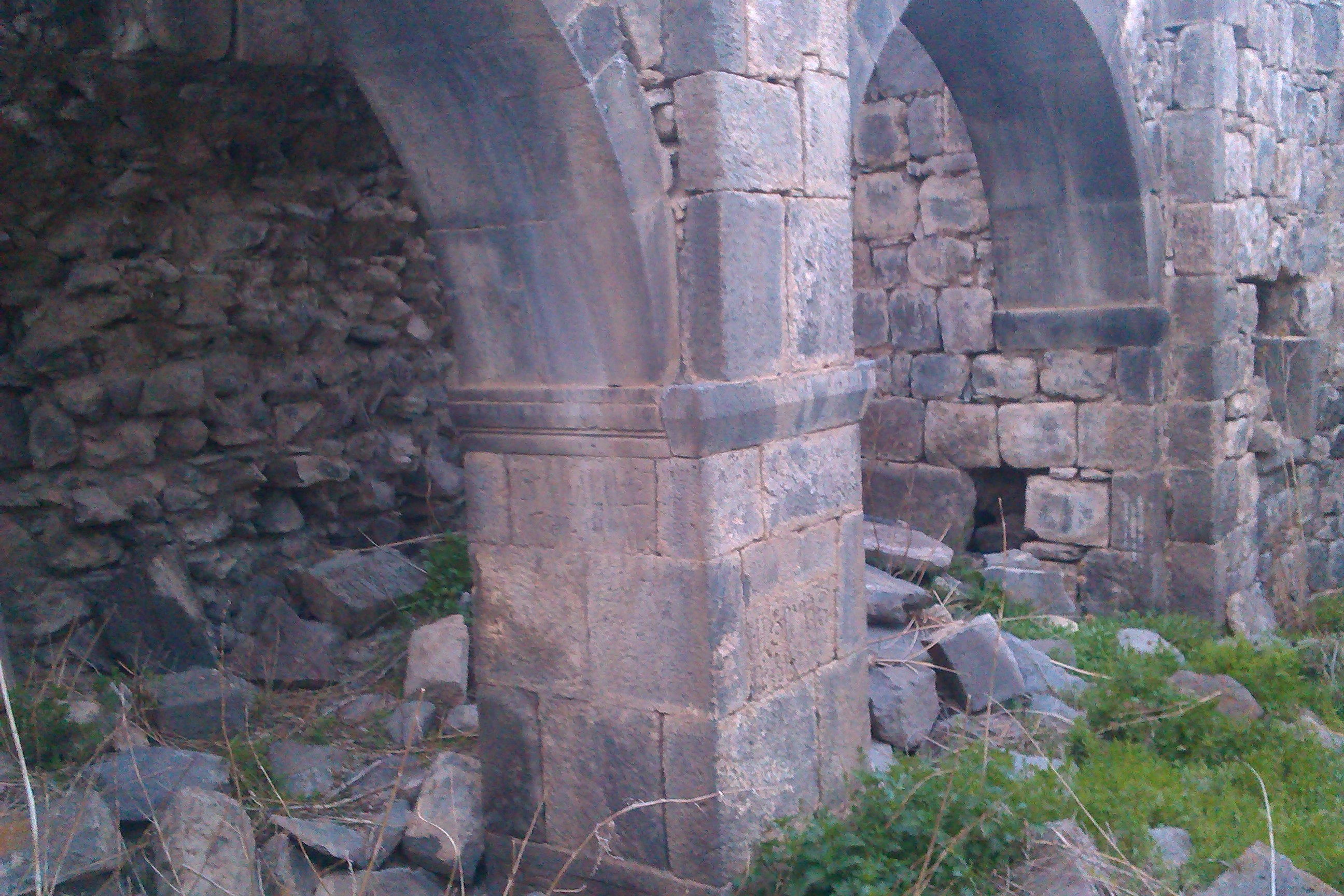
هرمونی وانک. جناح چپ کلیسای سه شبستانی
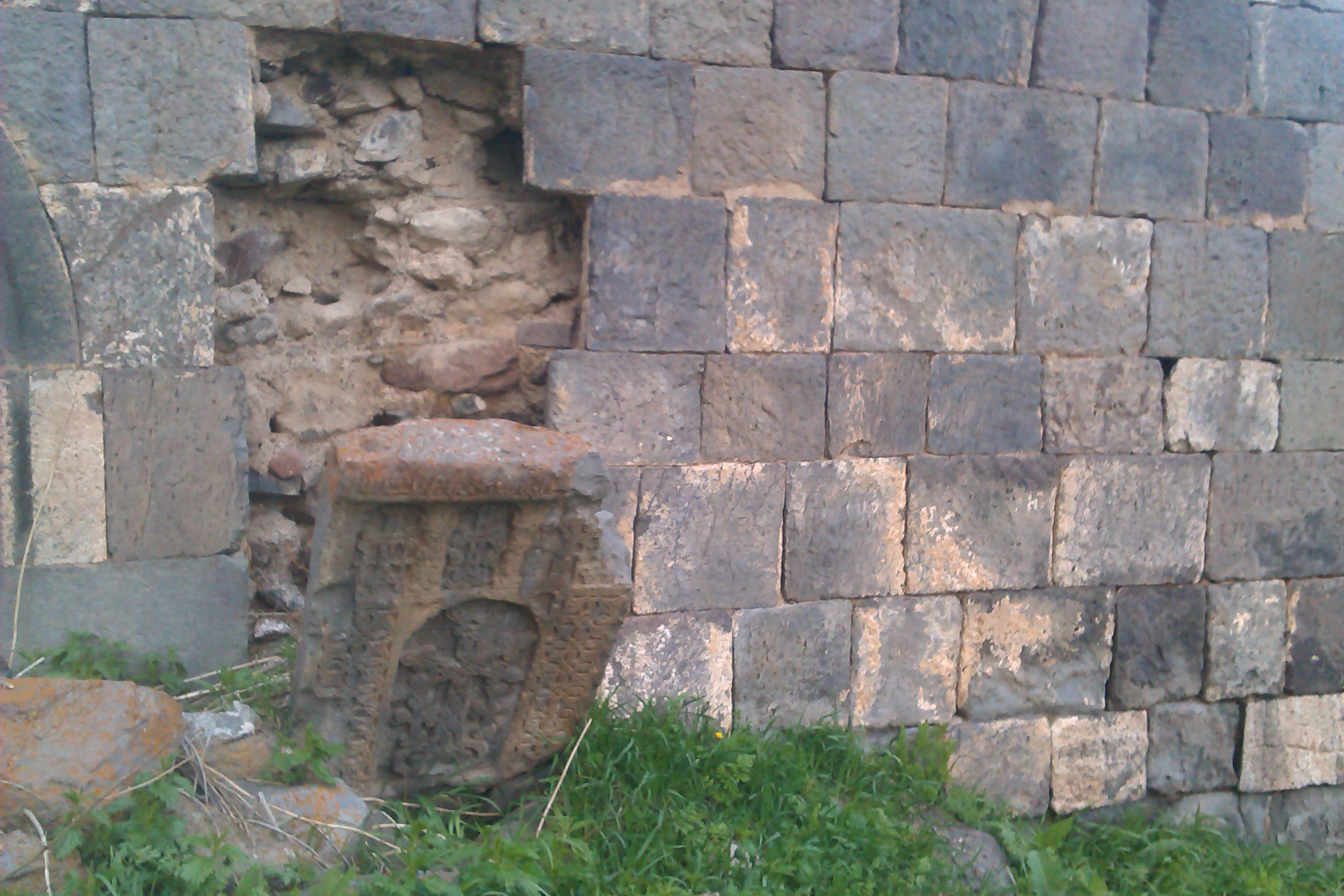
خاچکار نزدیکی ورودی غربی
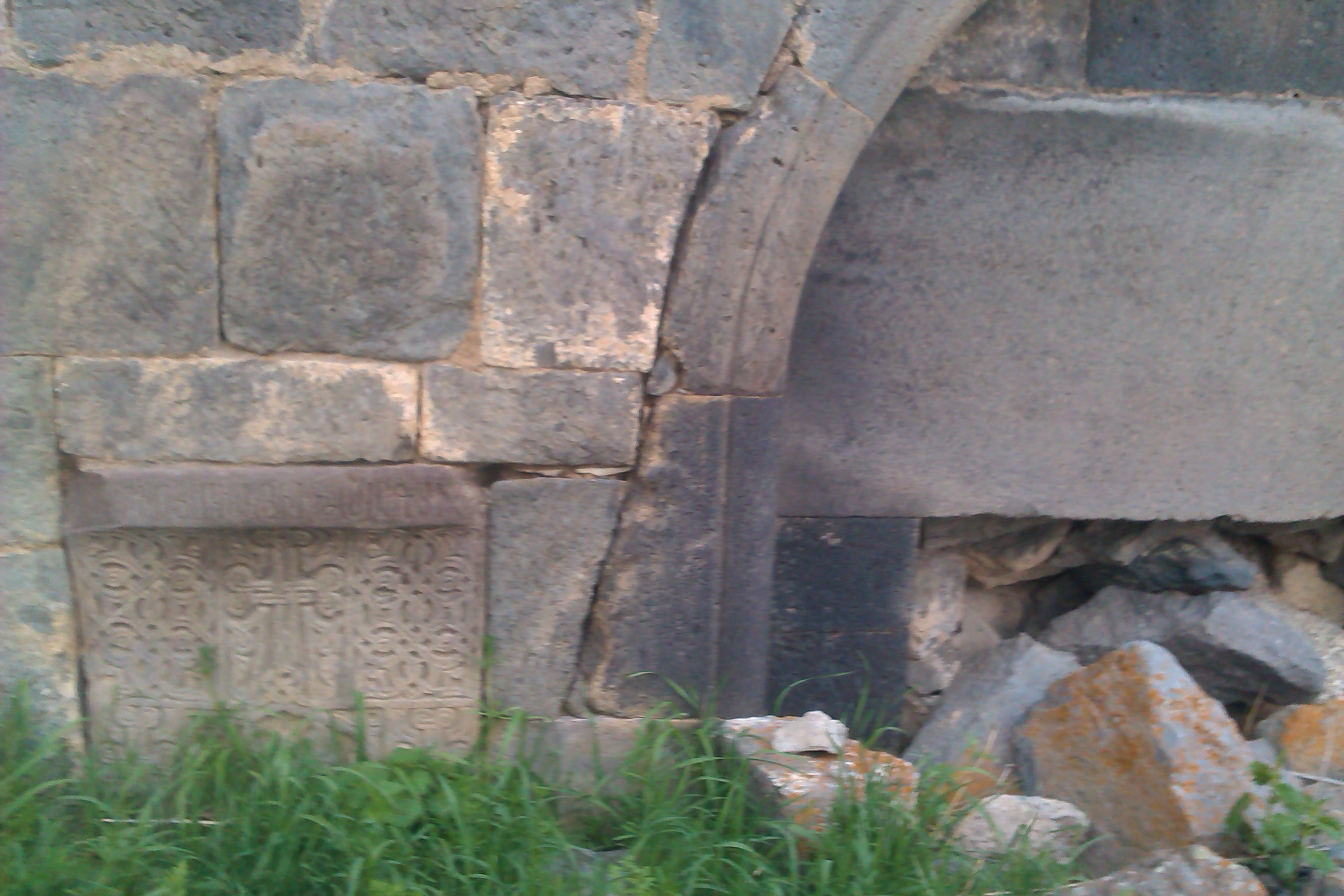
خاچکار نزدیکی ورودی غربی